# Spanien i Eurovision Song Contest 2015
Spaniens inträde till Eurovision Song Contest 2015 blev låten "Amanecer", utförd av Edurne och skriven av Tony Sánchez-Ohlsson, Peter Boström och Thomas G:son. Bidraget valdes internt av det nationella tv-programmet TVE.

## Bakgrund
Den 15 september 2014 bekräftade TVE sitt deltagande i tävlingen.

## Internvalet
Vid en presskonferens den 14 januari 2015 i Madrid, presenterade TVE att Edurne skulle framföra det spanska bidraget för tävlingen. Den valda låtens titel, "Amanecer" (svenska: "morgon") meddelades också. Senare bekräftades att låten är skriven av Tony Sánchez-Ohlsson, Peter Boström och Thomas G:Son. Låten släpptes för allmänheten den 1 mars 2015. 

## Under Eurovision
Spanien tillhör "The Big 5" som alltid är direktkvalificerade till final. De hamnade på 21:a plats med 15 poäng i finalen.